# Point Pleasant (Wirginia Zachodnia)
Point Pleasant – miasto w hrabstwie Mason w stanie Wirginia Zachodnia, leżące przy ujściu rzeki Kanawha do Ohio. Miejscowość jest położona na granicy stanów Ohio i Wirginia Zachodnia. W 2000 miało ponad 4600 ludności.
Miejscowość jest najbardziej znana z katastrofy mostu Silver Bridge w 1967 roku w której zginęło 46 osób. Z tym zdarzeniem związana jest miejska legenda, która mówi o człowieku-ćmie rzekomo widywanym kilka tygodni przed tym zdarzeniem. Stwór miał przepowiadać katastrofę. Na podstawie tego zdarzenia powstała książka oraz film Przepowiednia.